# 17280 Shelly
17280 Shelly (2000 LK28) là một tiểu hành tinh vành đai chính.